# 圣奥尔斯
圣奥尔斯（法語：Sainte-Orse，法語發音：[sɛ̃.t‿ɔʁs]）是法国多尔多涅省的一个市镇，属于佩里格区。

## 地理
圣奥尔斯（45°12'13"N, 1°4'32"E）面积23.54 平方千米，位于法国新阿基坦大区多爾多涅省，该省份为法国西南部内陆省份，是法國本土面积第三大的省，大致对应佩里戈尔地区，北起顺时针与夏朗德省、上维埃纳省、科雷兹省、洛特省、洛特-加龙省、吉倫特省和滨海夏朗德省接壤。
与圣奥尔斯接壤的市镇（或旧市镇、城区）包括：图尔图瓦拉克、欧特福尔、唐普勒拉吉永、格朗日当斯、圣拉比耶、阿兹拉、阿雅、加比尤、舒尔尼亚克。

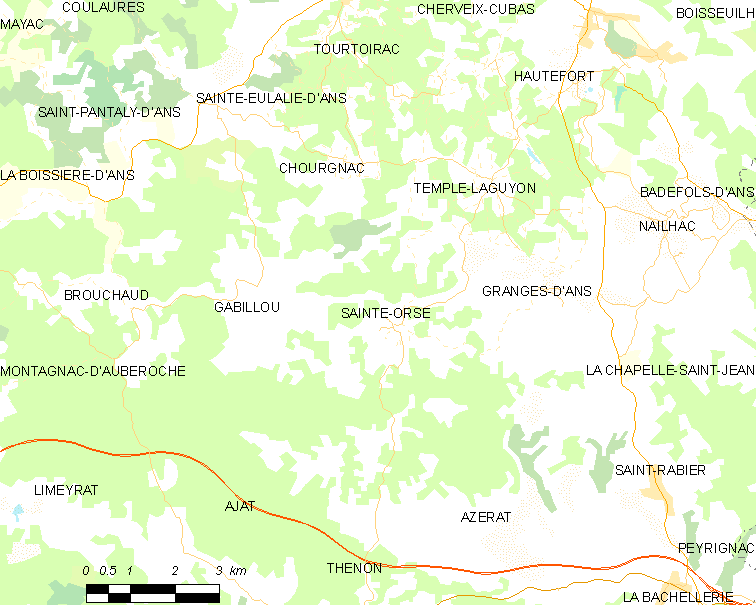
圣奥尔斯的OSM定位图

圣奥尔斯的时区为UTC+01:00、UTC+02:00（夏令时）。

## 行政
圣奥尔斯的邮政编码为24210，INSEE市镇编码为24473。

## 政治
圣奥尔斯所属的省级选区为上黑色佩里戈尔县。

## 人口

1962-2008年间圣奥尔斯人口变化图示

圣奥尔斯于2022年1月1日时的人口数量为349人。